# Ермаково (Гдовский район)
Ермаково — деревня в Гдовском районе Псковской области России. Входит в состав городского поселения «Гдов» Гдовского района.
Расположена в 5 км к северо-востоку от Гдова.

## Население
Численность населения деревни по оценке на 2000 год составляет 5 человек, по переписи 2002 года — 6 человек.

## История
До 2005 года деревня входила в состав ныне упразднённой Гдовской волости.